# Dean Mason
Dean Mason (Londra, 28 febbraio 1989) è un calciatore montserratiano con cittadinanza britannica, centrocampista svincolato e della nazionale montserratiana.

## Carriera

### Club
Ha sempre giocato in squadre inglesi.

### Nazionale
Nel 2012 ha esordito in nazionale.

## Statistiche

### Cronologia presenze e reti in nazionale
| Cronologia completa delle presenze e delle reti in nazionale ― Montserrat | Cronologia completa delle presenze e delle reti in nazionale ― Montserrat | Cronologia completa delle presenze e delle reti in nazionale ― Montserrat | Cronologia completa delle presenze e delle reti in nazionale ― Montserrat | Cronologia completa delle presenze e delle reti in nazionale ― Montserrat | Cronologia completa delle presenze e delle reti in nazionale ― Montserrat | Cronologia completa delle presenze e delle reti in nazionale ― Montserrat | Cronologia completa delle presenze e delle reti in nazionale ― Montserrat |
| Data                                                                      | Città                                                                     | In casa                                                                   | Risultato                                                                 | Ospiti                                                                    | Competizione                                                              | Reti                                                                      | Note                                                                      |
| ------------------------------------------------------------------------- | ------------------------------------------------------------------------- | ------------------------------------------------------------------------- | ------------------------------------------------------------------------- | ------------------------------------------------------------------------- | ------------------------------------------------------------------------- | ------------------------------------------------------------------------- | ------------------------------------------------------------------------- |
| 5-9-2012                                                                  | Le Lamentin                                                               | Montserrat                                                                | 1 – 7                                                                     | Suriname                                                                  | Qualificazioni alla Coppa dei Caraibi 2012                                | -                                                                         |                                                                           |
| 7-9-2012                                                                  | Le Lamentin                                                               | Martinica                                                                 | 5 – 0                                                                     | Montserrat                                                                | Qualificazioni alla Coppa dei Caraibi 2012                                | -                                                                         |                                                                           |
| 9-9-2012                                                                  | Le Lamentin                                                               | Isole Vergini Britanniche                                                 | 0 – 7                                                                     | Montserrat                                                                | Qualificazioni alla Coppa dei Caraibi 2012                                | -                                                                         |                                                                           |
| 1-6-2014                                                                  | Lookout                                                                   | Montserrat                                                                | 1 – 0                                                                     | Isole Vergini Americane                                                   | Qualificazioni alla Coppa dei Caraibi 2014                                | -                                                                         | 88’                                                                       |
| 4-6-2014                                                                  | Lookout                                                                   | Montserrat                                                                | 0 – 0                                                                     | Bonaire                                                                   | Qualificazioni alla Coppa dei Caraibi 2014                                | -                                                                         | 53’                                                                       |
| 9-9-2018                                                                  | Lookout                                                                   | Montserrat                                                                | 1 – 2                                                                     | El Salvador                                                               | CONCACAF Nations League 2019-2020 - Qualificazioni                        | -                                                                         |                                                                           |
| 15-10-2018                                                                | Lookout                                                                   | Montserrat                                                                | 1 – 0                                                                     | Belize                                                                    | CONCACAF Nations League 2019-2020 - Qualificazioni                        | -                                                                         |                                                                           |
| 17-11-2018                                                                | Willemstad                                                                | Aruba                                                                     | 0 – 2                                                                     | Montserrat                                                                | CONCACAF Nations League 2019-2020 - Qualificazioni                        | -                                                                         | 77’                                                                       |
| 23-3-2019                                                                 | George Town                                                               | Isole Cayman                                                              | 1 – 2                                                                     | Montserrat                                                                | CONCACAF Nations League 2019-2020 - Qualificazioni                        | -                                                                         |                                                                           |
| 7-9-2019                                                                  | Lookout                                                                   | Montserrat                                                                | 2 – 1                                                                     | Rep. Dominicana                                                           | CONCACAF Nations League 2019-2020 - Fase a gironi                         | -                                                                         | 71’                                                                       |
| 10-9-2019                                                                 | Lookout                                                                   | Montserrat                                                                | 1 – 1                                                                     | Saint Lucia                                                               | CONCACAF Nations League 2019-2020 - Fase a gironi                         | -                                                                         | 45’                                                                       |
| 13-10-2019                                                                | Lookout                                                                   | Montserrat                                                                | 0 – 2                                                                     | El Salvador                                                               | CONCACAF Nations League 2019-2020 - Fase a gironi                         | -                                                                         | 70’                                                                       |
| 15-10-2019                                                                | Santo Domingo                                                             | Rep. Dominicana                                                           | 0 – 0                                                                     | Montserrat                                                                | CONCACAF Nations League 2019-2020 - Fase a gironi                         | -                                                                         |                                                                           |
| 17-11-2019                                                                | San Salvador                                                              | El Salvador                                                               | 1 – 0                                                                     | Montserrat                                                                | CONCACAF Nations League 2019-2020 - Fase a gironi                         | -                                                                         | 90’                                                                       |
| 24-3-2021                                                                 | Willemstad                                                                | Antigua e Barbuda                                                         | 2 – 2                                                                     | Montserrat                                                                | Qual. Mondiali 2022                                                       | -                                                                         | 66’                                                                       |
| 29-3-2021                                                                 | Willemstad                                                                | Montserrat                                                                | 1 – 1                                                                     | El Salvador                                                               | Qual. Mondiali 2022                                                       | -                                                                         | 78’                                                                       |
| 9-6-2021                                                                  | Saint George's                                                            | Grenada                                                                   | 1 – 2                                                                     | Montserrat                                                                | Qual. Mondiali 2022                                                       | -                                                                         |                                                                           |
| 3-7-2021                                                                  | Fort Lauderdale                                                           | Trinidad e Tobago                                                         | 6 – 1                                                                     | Montserrat                                                                | Qual. Gold Cup 2021                                                       | -                                                                         | 85’                                                                       |
| 5-6-2022                                                                  | Santo Domingo                                                             | Montserrat                                                                | 1 – 2                                                                     | Guyana                                                                    | CONCACAF Nations League 2022-2023 - Fase a gironi                         | -                                                                         | 90’                                                                       |
| 12-6-2022                                                                 | Santo Domingo                                                             | Montserrat                                                                | 3 – 2                                                                     | Bermuda                                                                   | CONCACAF Nations League 2022-2023 - Fase a gironi                         | -                                                                         | 38’                                                                       |
| 25-3-2023                                                                 | Lookout                                                                   | Montserrat                                                                | 0 – 4                                                                     | Haiti                                                                     | CONCACAF Nations League 2022-2023 - Fase a gironi                         | -                                                                         | 56’ 83’                                                                   |
| 29-3-2023                                                                 | Saint Michael                                                             | Guyana                                                                    | 0 – 0                                                                     | Montserrat                                                                | CONCACAF Nations League 2022-2023 - Fase a gironi                         | -                                                                         | 71’                                                                       |
| Totale                                                                    |                                                                           | Presenze                                                                  | 22                                                                        |                                                                           | Reti                                                                      | 0                                                                         |                                                                           |